# Fabio Aconio Catullino Filomazio
Fabio Aconio Catullino Filomazio (latino: Fabius Aconius Catullinus Philomathius, anche Aco; fl. 338-349) è stato un politico romano e un esponente dell'aristocrazia dell'Impero romano.

## Biografia
Figlio dell'omonimo Aconio Catullino, proconsole d'Africa nel 317-318, Filomazio ebbe una figlia, Aconia Fabia Paulina, che sposò Vettio Agorio Pretestato.
Filomazio fu console suffetto, praeses della Gallaecia, vicarius dell'Africa (338-339), prefetto del pretorio (probabilmente d'Italia) nel 341, praefectus urbi nel 342-344 e console nel 349.
Pagano, riuscì a far esentare i templi di Roma dalla proibizione di celebrare i sacrifici pagani (Codice teodosiano, xvi.10.3) e dedicò un'iscrizione a Giove Ottimo Massimo (CIL II, 2635).